# Newton Holanda Gurgel
Dom Newton Holanda Gurgel (Acopiara, 1 de novembro de 1923 - Crato, 6 de abril de 2017) foi um bispo católico, brasileiro, quarto bispo  da Diocese do Crato.

## Vida
Dom Newton estudou Filosofia no Seminário da Prainha em Fortaleza, Ceará e Teologia no Seminário Maior em João Pessoa, Paraíba. Foi reitor do Seminário Diocesano do Crato.
Recebeu a ordenação presbiteral no dia 17 de dezembro de 1949, das mãos de Dom Francisco de Assis Pires. Em 10 de abril de 1979 foi nomeado bispo auxiliar da Diocese do Crato.   
Recebeu a ordenação episcopal em 27 de maio de 1979, em Roma, pelo Santo Padre o Papa João Paulo II, tendo como co-ordenantes o Cardeal Duraisamy Simon Lourdusamy e o Cardeal Eduardo Martínez Somalo.   
Em 24 de novembro de 1993 foi nomeado Bispo do Crato, tendo sido empossado em 9 de janeiro de 1994. Dom Newton foi o quarto Bispo Diocesano do Crato.   
Renunciou ao munus episcopal em 02 de maio de 2001. A partir daí passou a ocupar a função de Administrador Apostólico até a posse do seu sucessor, Dom Fernando Panico, MSC, que ocorreu em 29 de junho de 2001. 
Permaneceu como Bispo Emérito até sua morte.
Lema episcopal: Certa bonum certamen (Combate o bom combate).

## Morte
Morreu em 6 de abril de 2017, aos 93 anos, por insuficiência respiratória e falência de múltiplos órgãos. Seu corpo foi sepultado na Catedral Nossa Senhora da Penha do Crato-CE.